# Trinitas TV
Trinitas TVはルーマニアの. 傘下に置くルーマニアのテレビチャンネル。2007年10月27日開局